# Călinești (Olt)
Călinești je desna pritoka rijeke Olt u Rumunjskoj. Ulijeva se u Olt u selu Călinești. Duljina joj je 18 km, a površina porječja 43 km2.

## Pritoci
Sljedeće rijeke su pritoci rijeke Călinești (od izvora do ušća):
- Lijeve: Murgașul Mare, Lupul, Lotriorul
- Desne: Izvorul Sașa, Aninoasa, Pârâul Sulițelor